# Lebensstilmedizin
Lebensstilmedizin (englisch lifestyle medicine) bezeichnet die Prävention und Therapie von Lebensstil-bedingten Erkrankungen (syn. Zivilisationskrankheiten, Wohlstandserkrankungen) durch Maßnahmen der Ernährungsmedizin, Bewegungsmedizin und psychologischen und sozialen Maßnahmen.
Lebensstilmedizin ist ein interdisziplinäres Feld aus präventiver Medizin, innerer Medizin, Psychologie, Soziologie, öffentlicher Gesundheitsvorsorge (public health) mit evolutionsbiologischen und molekular-biologischen Aspekten. Es sollte aber nicht mit reinen Lifestyle-Medikamenten verwechselt werden.